# داویت پوغوسیان (کشتی‌گیر)
داویت پوغوسیان (به ارمنی: Դավիթ Պողոսյան؛ به گرجی: დავით პოღოსიანი؛ زادهٔ ۲۱ اوت ۱۹۷۴) کشتی‌گیر سابق ارمنی‌تبار اهل گرجستان است که در دسته‌های ۵۸ و ۶۰ کیلوگرم برای گرجستان در بازی‌های المپیک ۲۰۰۰ سیدنی و ۲۰۰۴ آتن رقابت کرد و در هر دو دوره به مقام پنجم رسید. پوغوسیان برندهٔ دو مدال طلای رقابت‌های قهرمانی کشتی اروپا (۱۹۹۷، ۱۹۹۸) است و نیز یک مدال برنز مسابقات قهرمانی کشتی جهان (۲۰۰۱) را کسب کرده است.